# アカノガンモドキ
アカノガンモドキ (赤野雁擬、学名：Cariama cristata) は、ノガンモドキ目ノガンモドキ科に分類される鳥類の一種である。別名カンムリノガンモドキともいう。

## 分布
南アメリカ。ブラジル東部からボリビア東部、パラグアイ、ウルグアイ、アルゼンチン北部にかけて分布する。

## 形態
全長76-90cm。脚が長く、全体的にスマートなフォルムをしている。くちばしは赤く、わずかに先端が湾曲している。額にはあらく長い冠羽を持つ。頭と背面は灰褐色で白いびはんがある。体の下面は淡い灰褐色で腹に近づくにつれて白っぽくなる。

## 生態
熱帯草原や亜熱帯草原に暮らす地上性の鳥類。飛べない訳では無いが滅多に飛ばず、敵に遭遇した時は走って危険を回避する事が多い。
食性は雑食性だがほぼ肉食性に近く、主な餌は昆虫類やカエル、ヘビ、ネズミ等の小動物で、地上を歩きながら採食する。植物質の餌も時々とる。
卵生で、巣は低木の枝に小枝を寄せ集めてカップ状のものを作る。これらの生態はアフリカに生息するヘビクイワシに極めて似ており、収斂進化の好例とされる。1腹2個（稀に3個）の卵を産み、抱卵期間は24-26日である。雌雄共同で抱卵、育雛(いくすう)を行う。

## 人間との関係
野生では非常に臆病だが、飼育下では人によく慣れる。警戒心が強く見慣れないものに対して大きな警戒の鳴き声を立てる事から、原住民はニワトリ小屋で本種の雛を飼育し、ニワトリ小屋の番犬の代わりに用いることもある。
ヘビやネズミを食べることから、農園の益鳥として扱われている地域もある。
肉は美味で、ブラジルでは狩猟鳥のひとつである。